# برایان هنینگ

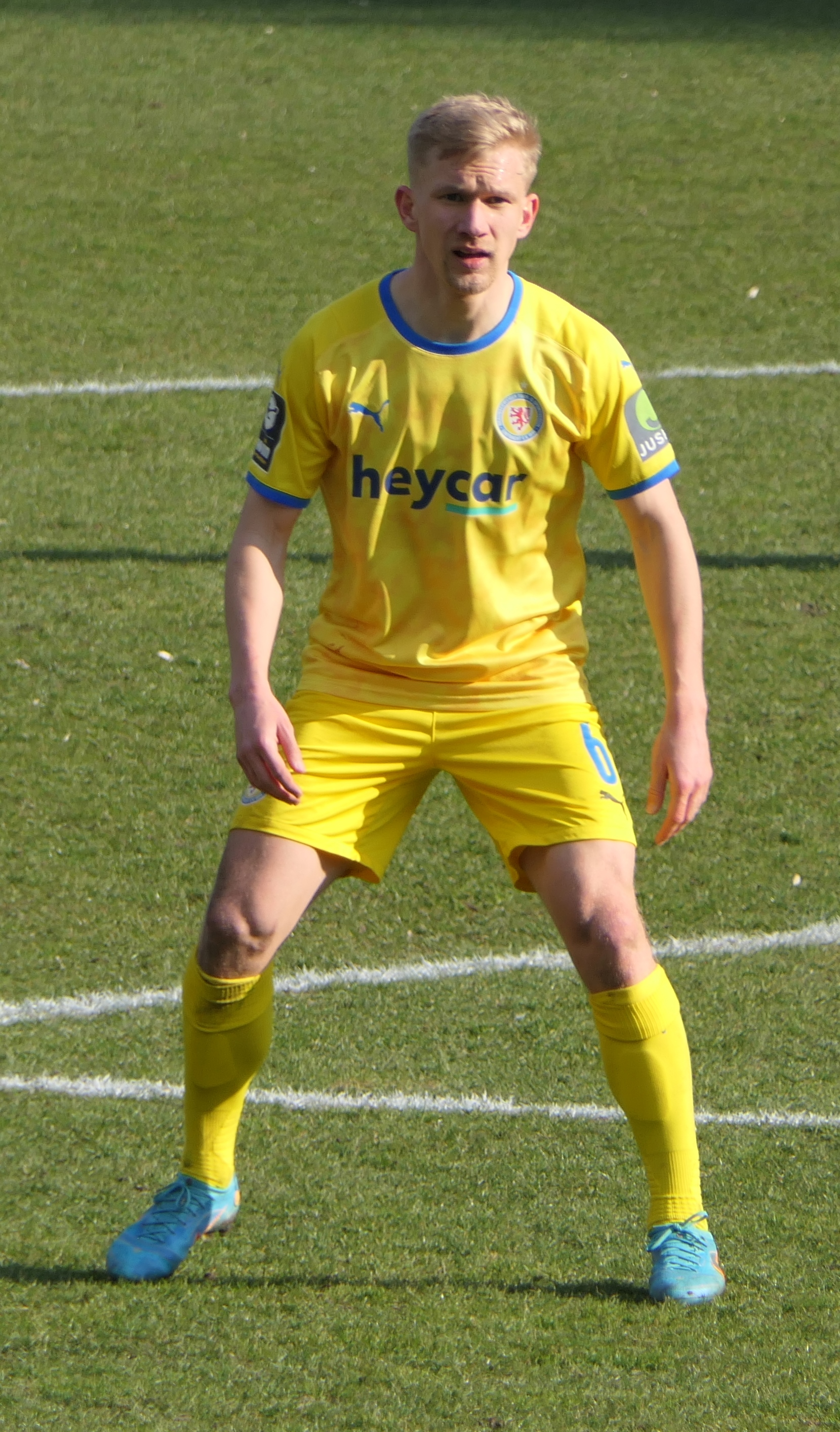
برایان هنینگ با پیراهن آینتراخت براونشوایگ در جریان بازی خارج از خانه SV Waldhof Mannheim در 6 مارس 2022.

برایان هنینگ (انگلیسی: Bryan Henning؛ زادهٔ ۱۶ مارس ۱۹۹۵) بازیکن فوتبال اهل آلمان است.